# Vasilis Theocharakis
Vasilis Theocharakis (griechisch Βασίλης Θεοχαράκης) (* 18. Oktober 1930 in Piräus) ist ein griechischer Geschäftsmann und Maler.

## Biografie
Er wurde 1930 in Piräus geboren und studierte Jura an der Universität Athen. Er schloss sein Studium 1957 zusammen mit der Absolvierung seines Militärdienstes ab und ist seitdem in der Wirtschaft tätig (Industrie, Versicherungen, Gesundheitswesen, Schifffahrt usw.). Parallel zu seinem Studium und trotz der Bedenken seines Vaters war er fünf Jahre lang Malschüler im Atelier von Spyros Papaloukas in Ano Patissia.
Seine ersten Ausstellungen hatte er 1957 auf dem Internationalen Jugendfestival in Moskau und auf der 5. Panhellenischen Ausstellung für Malerei im Zappeion. Seitdem hatte er Einzel- und Sammelausstellungen in Griechenland und im Ausland. Seine Werke umfassen hauptsächlich Landschafts- und Meereslandschaften, Ölgemälde, Aquarelle usw. Theocharakis' Bilder befinden sich in staatlichen und privaten Sammlungen wie der Nationalgalerie, dem MOMus in Thessaloniki, der Telloglio-Stiftung, dem Vorres-Museum in Peania und der Dimitris Pierides Sammlung in Glyfada. Theocharakis ist Träger von Verdienstorden wie Ritter der Ehrenlegion Frankreichs,  Orden der Aufgehenden Sonne Japans, des griechischen Phönix-Ordens und vom Ökumenischen Patriarchat von Konstantinopel.
Das Benaki-Museum zeigte 2008 eine umfassende Retrospektive mit Werken aus den Jahren 1952 bis 2007.
Er ist mit Marina Theocharakis verheiratet, mit der er zwei Töchter, sechs Enkelkinder und ein Urenkelkind hat, und wohnt in Athen. Im Jahr 2005 gründete das Paar die Vasilis und Marina Theocharakis Stiftung in Athen.

## Ausstellungen (Auswahl)
- 1994: Ioannis Vellidis Congress Centre, Thessaloniki
- 2008: Vassilis Theocharakis, Pintura 1952–2007, Benaki-Museum
- 2023: On the Edge  (Στην άκρη), B. and M. Theocharakis Foundation for the Fine Arts, Athen[7][8]
- 2023: Glaucus Sea, The Historical Archive-Museum, Hydra[9]